# Amusquillo
Amusquillo település Spanyolországban, Valladolid tartományban. Amusquillo Villafuerte de Esgueva, Alba de Cerrato, Vertavillo, Torre de Esgueva és Villaco községekkel határos. Lakosainak száma 99 fő (2024).

## Népesség
A település lakosságának változását az alábbi diagram mutatja:
| Lakosok száma | 171  | 161  | 132  | 126  | 119  | 114  | 110  | 103  | 99   | 99   |
|               | 2001 | 2004 | 2007 | 2009 | 2012 | 2014 | 2017 | 2019 | 2022 | 2024 |